# Takatsukasa Kanesuke
Takatsukasa Kanesuke (鷹司 兼輔?   1480 – 1552) fue un kugyō (cortesano japonés de clase alta) que vivió durante la era Muromachi. Fue miembro de la familia Takatsukasa (derivada del clan Fujiwara) e hijo del regente Takatsukasa Masahira. Al momento de nacer su nombre fue Kanemoto (兼教?).
Ingresó a la corte imperial en 1492 con el rango shōgoi inferior, y ascendió a los rangos jushii inferior y jusanmi en 1493. En 1494 fue promovido al rango shōsanmi y en 1497 fue nombrado gonchūnagon. Posteriormente, en 1501 fue ascendido a gondainagon y elevado al rango junii, luego en 1503 al de shōnii.
En 1506 fue nombrado naidaijin y ascendido a udaijin en 1507 (hasta 1515). En 1514 se le designó como kanpaku (regente) del Emperador Go-Kashiwabara hasta 1518, de igual manera fue nombrado líder del clan Fujiwara en ese mismo año. En 1515 fue nombrado sadaijin (hasta 1518) y fue ascendido al rango juichii.
En 1544 abandonó su vida como cortesano y se volvió monje budista (shukke), hasta su muerte en 1552.
Tuvo como hijo al regente Takatsukasa Tadafuyu.